# Die Heinzels – Neue Mützen, neue Mission
Die Heinzels – Neue Mützen, neue Mission (auch Die Heinzels 2 – Neue Mützen, neue Mission) ist ein deutsch-österreichischer Animationsfilm aus dem Jahr 2024 von Regisseurin Ute von Münchow-Pohl nach einem Drehbuch von Jan Strathmann und Constanze Behrends Tautorat. Es handelt sich um die Fortsetzung von Die Heinzels – Rückkehr der Heinzelmännchen (2019).

## Handlung
Das mutige und abenteuerlustige Heinzelmädchen Helvi aus Köln treibt sich gerne in der Welt der Menschen herum, obwohl ihr das nicht erlaubt ist. Auch wenn Heinzel-Anführerin Vendla ihr mit Hausarrest droht, kümmert sie das wenig. 
Bei einem ihrer verbotenen Ausflüge trifft Helvi auf Bo, der zu einer Heinzel-Gang aus Wien gehört. Helvi findet die Wiener Gang viel cooler als ihre eigene Familie. Allerdings ist die Polizistin Lanski und ihre Katze Polipette hinter ihnen her. Sie möchte unbedingt beweisen, dass es Heinzelmännchen gibt. Alle Heinzels müssen nun zusammenhalten, damit sie nicht auffliegen.

## Synchronisation
| Rolle              | Originalsprecher    |
| ------------------ | ------------------- |
| Helvi              | Jella Haase         |
| Butz               | Leon Seidel         |
| Kommissarin Lanski | Annette Frier       |
| Bo                 | Paul Pizzera        |
| Horik              | Michael Ostrowski   |
| Gulfi              | Cesar Sampson       |
| Ila                | Hilde Dalik         |
| Brimur             | Bill Mockridge      |
| Rosa               | Margie Kinsky       |
| Miras Mama         | Siham El-Maimouni   |
| Vendla             | Sibylle Kuhne       |
| Urgi               | Thomas Balou Martin |
| Runa               | Michaela Kametz     |
| Alfi               | Peter Nottmeier     |

## Produktion
Der Film wurde von der Berliner Akkord Film Produktion (Produzenten Valentin Greulich und Dirk Beinhold) in Koproduktion mit der Berliner SERU Film Produktion (Produzent Sebastian Runschke) und dem Wiener Arx Anima Animation Studio (Produzenten Dunja Bernatzky-Staber und Christoph Staber) produziert, beteiligt waren der ORF und das ZDF.
Die Musik schrieb Alex Komlew, die Montage verantworte René Weinber, den Ton gestalteten Stefan Kolli und Falk Möller.

## Veröffentlichung
Premiere war am 28. September 2024 am Internationalen Filmfestival Schlingel. Ab dem 6. Oktober 2024 lief der Film am Zurich Film Festival (ZFF) in der Sektion ZFF für Kinder, wo der Film mit dem Publikumspreis ZFF für Kinder ausgezeichnet wurde.
In Deutschland und Österreich kam der Film am 24. Dezember 2024 in die Kinos. Die Veröffentlichung auf DVD ist für den 2. Mai 2025 vorgesehen.

## Rezeption
Oliver Kube vergab auf filmstarts.de vier von fünf Sternen und meinte, dass sich das Sequel traue, ausgetretene Pfade zu verlassen und sich mit Schwung in ein neues, etwas anderes, sogar noch turbulenteres Abenteuer zu stürzen. Die erstklassige Optik sei dabei das Krönchen im kölschen Karneval.
Oliver Armknecht dagegen bewertete die Produktion auf film-rezensionen.de mit fünf von zehn Sternen. Im Vergleich zum ersten Teil gehe der Film mit mehr Action einher, wurde dadurch aber nicht spannender. Humor und Optik seien auch nach wie vor dürftig.
Filmdienst.de meinte, dass der flott inszenierte Animationsfilm die politischen Themen nur am Rande streife, verfüge aber über einige witzige Ideen und schwinge sich zum Plädoyer für gegenseitige Hilfe auf.

## Auszeichnungen und Nominierungen
Zurich Film Festival 2024
- Auszeichnung mit dem Publikumspreis ZFF für Kinder[8][12]

Deutsche Film- und Medienbewertung (FBW)
- Auszeichnung mit dem Prädikat „besonders wertvoll“[13]